# Leona Stahlmann

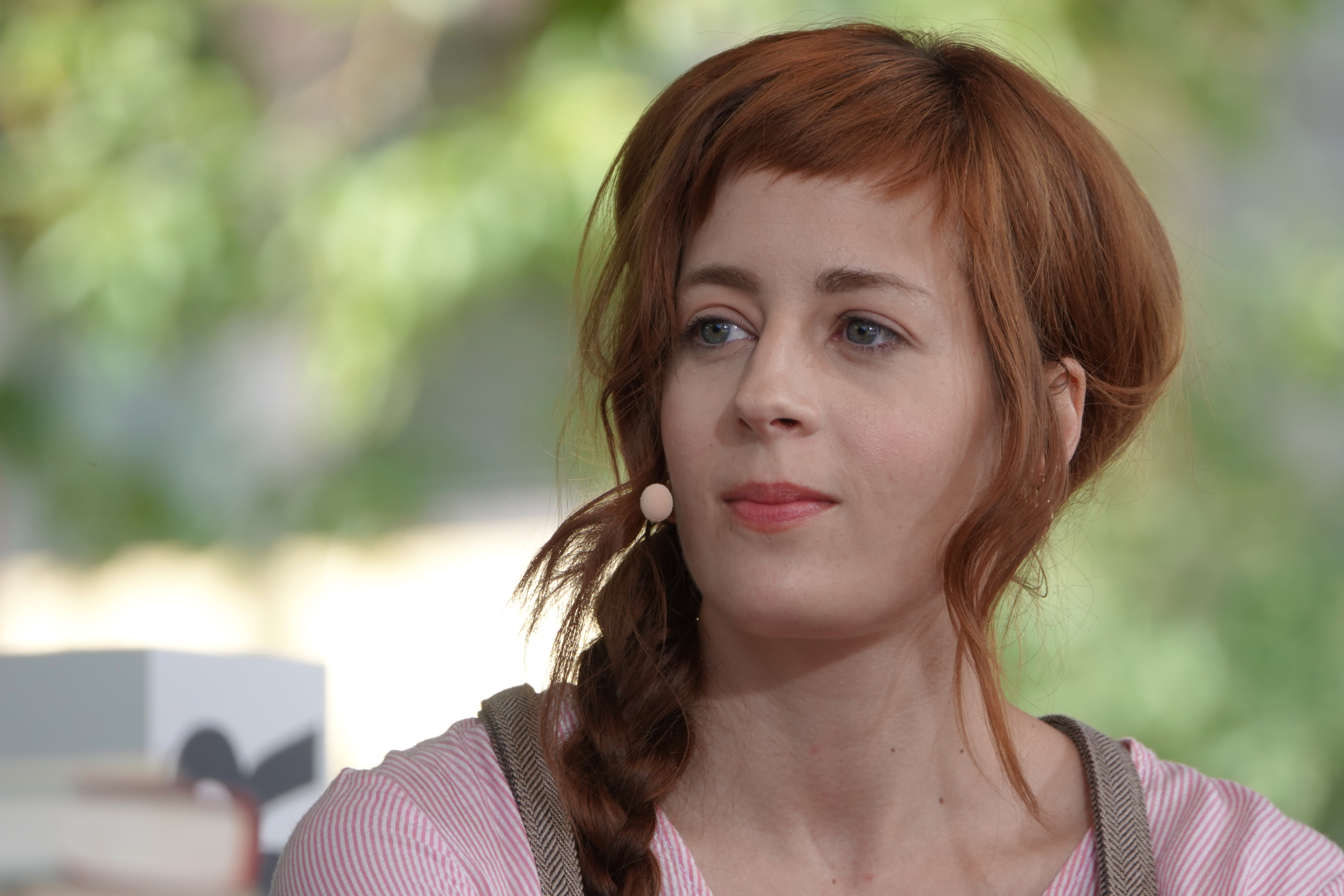
Leona Stahlmann beim Ingeborg-Bachmann-Preis 2022

Leona Stahlmann (* 7. September 1988) ist eine deutsche Schriftstellerin.

## Leben und Werk
Aufgewachsen ist Leona Stahlmann in Fulda (Hessen). Sie besuchte bis zum Abitur die private katholische Mädchenschule der Maria Ward-Schwestern. Stahlmann studierte Europäische Literaturwissenschaft und Buchwissenschaft an der Johannes Gutenberg-Universität Mainz und forschte zu Intermedialität und u. a. zur medialen Inszenierung von Autorschaft und der Inszenierung von Lesekultur im 21. Jahrhundert.
Sie arbeitete neben dem Studium als Lektorin für verschiedene Publikumsverlage. Nach Stationen als Literaturagentin und Werbetexterin arbeitet sie heute als freie Autorin. Für ihre literarische Arbeit erhielt sie Stipendien und zwei Förderpreise. Ihr Debütroman Der Defekt erschien 2020 beim Verlag Kein & Aber und wurde im Deutschlandfunk und SWR2 besprochen. Er war für den Literaturpreis Text & Sprache nominiert. Stahlmanns Arbeit verbindet Nature Writing mit Gesellschaftskritik. Sie setzt sich für sexuelle Diversität ein.
Auf Einladung von Michael Wiederstein las Leona Stahlmann beim Ingeborg-Bachmann-Preis 2022. Als Autorin ist sie an der Serie Marzahn Mon Amour beteiligt, die auf dem Roman von Katja Oskamp basiert und 2025 veröffentlicht wurde.
Stahlmann lebt in der Nähe von Murnau am Staffelsee.

## Stipendien und Förderpreise
- 2017 Literaturförderpreis der Stadt Hamburg
- 2018 Stipendiatin der Romanwerkstatt im Brecht-Haus, Berlin
- 2018 wortmeldungen – Förderpreis der crespo foundation
- 2019 Artist Residency Studiogarden Verrewinkel in Belgien
- 2020 Werkstipendium der Café Royal Stiftung
- 2020 Förderung der Dorit- und Alexander-Otto-Stiftung
- 2020 Residenzstipendium im mare-Künstlerhaus der Roger-Willemsen-Stiftung[7]
- 2021 Residenzstipendium des Deutschen Studienzentrums in Venedig[8]
- 2021 Werkstipendium des Deutschen Literaturfonds
- 2022 Märkisches Stipendium für Literatur[9]
- 2022 Austauschstipendium des Künstlerhauses Lukas in Skagaströnd/Island[10]

## Auszeichnungen
- 2023 Robert-Gernhardt-Preis für ihre Erzählung Siebeninselsommer

## Veröffentlichungen

### Romane
- Der Defekt. Roman. Kein & Aber, Zürich/Berlin 2020, ISBN 978-3-0369-5821-7.
- Diese ganzen belanglosen Wunder. dtv Verlag, München 2022, ISBN 978-3-423-44618-1.

### Beiträge in Zeitschriften und Anthologien
- Das Klicken der Münder des Brassenschwarms. In: Karen Köhler (Hrsg.): Briefe an die Täter. Akzente. Band 3. Carl Hanser 2019, ISBN 3-446-26329-2.
- Schaumnest. In: Ronya Othmann, Lea Sauer, Mia Göhring, Özlem Dündar (Hrsg.): Flexen. Flaneusen* Schreiben Städte. Verbrecher-Verlag, Flexen 2019, ISBN 978-3-95732-406-1.
- Pilzanzug. In: Büchergilde Magazin. Dezember 2019.
- Kupfer und Fliegenpapier. In: ZIEGEL#16. Das Hamburger Jahrbuch für Literatur 2019. mairisch Verlag, 2019, ISBN 978-3-938539-53-8.